# 車掌

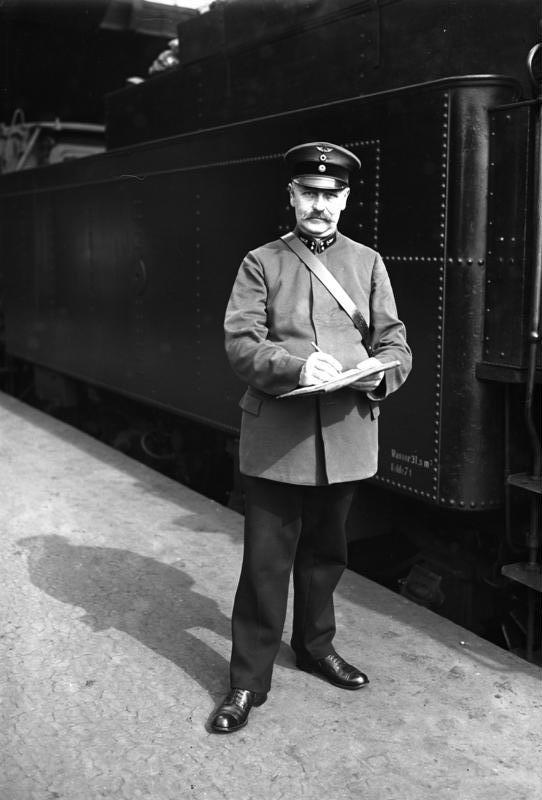
德意志國鐵路列車長（攝於1928年）

车掌是鐵路、公共汽車等大眾運輸的乘務員。車掌是除了司機以外的隨車最高職員，主要責任是保證客貨運輸能夠安全順利進行，具體負責以下共通任務：
1. 根據路線時刻表確認進出時間
2. 確認乘客已經安全上下車，以及貨物完成裝卸搬運
3. 車輛行走期間的交滙與中轉停靠運作
4. 車輛進入總站時的換車運作
5. 車輛運行中斷時的緊急通報及防護處理
6. 檢取票據並為乘客提供諮詢服務
7. 處理乘客的遺失物品、盜竊、廣播及其他乘務工作等

## 列車長
列車長（train conductor）是鐵道列車的車掌，職責是防止車內犯罪、車內播音、車門開關、開車停車安全確認等工作；並於乘務結束後引導列車控制，確認連接或脫開車鉤正常運作；以及確認可以開車時，負責給列車駕駛確認開車信號。 列車長同時要負責乘務組的安排工作，對於長途列車可能設有兩名列車長，分為「正班」、「副班」輪替交接服務。 地鐵的車掌亦稱為「列車長」（subway conductor）。

## 巴士售票員
巴士乘務員（Bus conductor）是巴士的車掌，巴士設置車掌的主要原因，是因為早期的雙層巴士都採用前置引擎和半駕駛室設計，將駕駛員與乘客完全分開不同空間，因此須要售票員使用鈴鐺與司機通信。
但是，現在一人控制已經成為城市公共運輸系統主流，大多數路線僅有巴士司機負責全部工作，司機除了擔任駕駛之外，同時還要兼任售票，所以「車掌」在多數時候就成為巴士司機的代名詞。

## 電車乘務員
電車乘務員（Tram conductor）是路面電車的車掌，除了旅遊路線之外，決大多數城市電車系統都已經改為一人控制，由電車操作員同時負責駕駛和乘務工作。 因此在城市公共交通系統，車掌已經轉變成為巴士司機或電車操作員的代名詞。

## 貨運列車員
貨運列車員是貨運列車的車掌，主要就是負責貨運列車的時刻和乘務工作。

## 纜車乘務員
纜車乘務員（funicular conductor）是地面纜車的車掌，經常招募為負責導遊工作；除此之外，往复式索道（aerial tramway）的车厢内有时也会安排乘務員。

## 另見
- 司機
- 站長
- 乘務員
- 檢票員（英语：Revenue protection inspector）
- 車掌小姐
- 電梯小姐